# Operação Nenhures
Operação Nenhures foi uma operação realizada pela Polícia Federal (PF) para apurar um grupo criminoso que falsificava certidões de nascimento para em seguida obter ilegalmente pensões por morte. Era uma operação integrada por servidores da PF e da Assessoria de Pesquisa Estratégica e de Gerenciamento de Riscos do Ministério da Previdência Social.

## Fases da Operação
1ª fase - A primeira fase foi realizada em agosto de 2015. Cinco pessoas foram presas em flagrante em Mariana, na Região Central de Minas Gerais, e em Viçosa, na Zona da Mata. A prisão destes suspeitos impediu saques que somariam cerca de 70 mil reais relativos às primeiras parcelas de benefícios fraudados. Todos os presos, segundo a PF, foram autuados por estelionato qualificado e formação de quadrilha.
2ª fase - A PF deflagrou a segunda fase da operação em 28 de outubro de 2015. Um homem suspeito de integrar uma quadrilha especializada em fraudar o INSS foi preso em Teófilo Otoni, região do Vale do Mucuri. Além do mandado de prisão, os policiais cumpriram três mandados de busca e apreensão no município e em Almenara, na mesma região. A corporação calculou que, desde o início da operação, a força-tarefa já tinha evitado um prejuízo superior a 2 milhões de reais na Previdência Social.
3ª fase - A PF deflagrou em 14 de setembro de 2016 a terceira fase da operação em Minas Gerais e na Bahia. Dez pessoas foram presas preventivamente e foram cumpridos quatro mandados de condução coercitiva e 12 mandados de busca e apreensão nas cidades mineiras de Betim, Contagem, Almenara e Palmópolis, além de Porto Seguro (BA). Segundo a polícia, a Previdência Social calculou que a quadrilha teria causado um prejuízo na ordem de 6,5 milhões de reais. 